# Grand Prix Formule 1 van Japan 1988
De Grand Prix Formule 1 van Japan 1988 werd gehouden op 30 oktober 1988 op Suzuka.

## Verslag

### Kwalificatie
Opnieuw stonden beide McLarens op de eerste startrij: Ayrton Senna voor Alain Prost.

### Race
Prost pakte bij de start de leiding voor Gerhard Berger en Ivan Capelli. Senna viel stil op de grid, maar doordat de start/finish strook naar beneden afloopt, kreeg hij zijn wagen toch nog aan de praat. Hij reed toen echter al wel in veertiende positie. Derek Warwick en Nigel Mansell botsten, wat resulteerde in respectievelijk een lekke band en kapotte neus. Toen ze de tweede ronde ingingen, had Senna al opnieuw 6 plaatsen ingelopen. Hierna ging hij Riccardo Patrese, Thierry Boutsen, Alessandro Nannini en Michele Alboreto voorbij en reed in vierde stelling in de vierde ronde. Capelli was voorbij Berger gegaan, die probleem had met het verbruik van zijn wagen, en nam de tweede plaats over. Alboreto ging van de baan toen hij op de zesde plaats reed.
In de elfde ronde ging Nelson Piquet van de baan en moest opgeven. In de veertiende ronde begon het licht te regenen, wat Senna een voordeel gaf omdat hij een uitstekend regenrijder was. Capelli ging in de volgende ronde voorbij Prost en kwam zo aan de leiding te rijden. Het was de eerste keer in vier jaar dat een niet-turbowagen een race leidde. Hij bleef echter maar een paar honderd meter aan de leiding rijden: de Honda-motor ontwikkelde meer kracht, waardoor Prost in de volgende bocht opnieuw de leiding kon pakken. Capelli probeerde Prost verschillende keren opnieuw in te halen, maar moest opgeven met een elektrisch probleem.
Senna maakte toen al snel terrein goed op Prost en in de 27ste ronde, toen beiden Andrea de Cesaris, Satoru Nakajima en Mauricio Gugelmin op een ronde zetten, ging Senna voorbij Prost. Senna zette hierop een aantal erg snelle ronden neer en bouwde een voorsprong van drie seconden uit. Met slicks op een natte baan, maakte Senna gebaren naar de wedstrijdleiding om de race te stoppen, maar dit werd niet gedaan. De hele afstand werd volgemaakt: Senna had aan de finish nog steeds de leiding voor Prost. Boutsen pakte de derde plaats, met Berger achter hem als vierde, Nannini vijfde. Patrese pakte het laatste puntje.
Met deze overwinning werd Senna wereldkampioen.

## Uitslag
| Positie | Nummer | Rijder             | Team            | Ronden | Tijd/Opgave         | Startplaats | Punten |
| ------- | ------ | ------------------ | --------------- | ------ | ------------------- | ----------- | ------ |
| 1       | 12     | Ayrton Senna       | McLaren-Honda   | 51     | 1:33:26.173         | 1           | 9      |
| 2       | 11     | Alain Prost        | McLaren-Honda   | 51     | + 13.363            | 2           | 6      |
| 3       | 20     | Thierry Boutsen    | Benetton-Ford   | 51     | + 36.109            | 10          | 4      |
| 4       | 28     | Gerhard Berger     | Ferrari         | 51     | + 1:26.714          | 3           | 3      |
| 5       | 19     | Alessandro Nannini | Benetton-Ford   | 51     | + 1:30.603          | 12          | 2      |
| 6       | 6      | Riccardo Patrese   | Williams-Judd   | 51     | + 1:37.615          | 11          | 1      |
| 7       | 2      | Satoru Nakajima    | Lotus-Honda     | 50     | + 1 Ronde           | 6           |        |
| 8       | 14     | Philippe Streiff   | AGS-Ford        | 50     | + 1 Ronde           | 18          |        |
| 9       | 30     | Philippe Alliot    | Larrousse-Ford  | 50     | + 1 Ronde           | 19          |        |
| 10      | 15     | Mauricio Gugelmin  | March-Judd      | 50     | + 1 Ronde           | 13          |        |
| 11      | 27     | Michele Alboreto   | Ferrari         | 50     | + 1 Ronde           | 9           |        |
| 12      | 3      | Jonathan Palmer    | Tyrrell-Ford    | 50     | + 1 Ronde           | 16          |        |
| 13      | 23     | Pierluigi Martini  | Minardi-Ford    | 49     | + 2 Rondes          | 17          |        |
| 14      | 4      | Julian Bailey      | Tyrrell-Ford    | 49     | + 2 Rondes          | 26          |        |
| 15      | 24     | Luis Perez-Sala    | Minardi-Ford    | 49     | + 2 Rondes          | 22          |        |
| 16      | 29     | Aguri Suzuki       | Larrousse-Ford  | 48     | + 3 Rondes          | 20          |        |
| 17      | 25     | René Arnoux        | Ligier-Judd     | 48     | + 3 Rondes          | 23          |        |
| NF      | 22     | Andrea de Cesaris  | Rial-Ford       | 36     | Oververhitting      | 14          |        |
| NF      | 18     | Eddie Cheever      | Arrows-Megatron | 35     | Ignition            | 15          |        |
| NF      | 21     | Nicola Larini      | Osella          | 34     | Remmen              | 24          |        |
| NF      | 1      | Nelson Piquet      | Lotus-Honda     | 34     | Driver ill          | 5           |        |
| NF      | 5      | Nigel Mansell      | Williams-Judd   | 24     | Botsing             | 8           |        |
| NF      | 36     | Alex Caffi         | Dallara-Ford    | 22     | Spin                | 21          |        |
| NF      | 16     | Ivan Capelli       | March-Judd      | 19     | Elektrisch probleem | 4           |        |
| NF      | 17     | Derek Warwick      | Arrows-Megatron | 16     | Spin                | 7           |        |
| NF      | 10     | Bernd Schneider    | Zakspeed        | 14     | Fysiek              | 25          |        |
| NQ      | 26     | Stefan Johansson   | Ligier-Judd     |        |                     |             |        |
| NQ      | 32     | Oscar Larrauri     | EuroBrun-Ford   |        |                     |             |        |
| NQ      | 9      | Piercarlo Ghinzani | Zakspeed        |        |                     |             |        |
| NQ      | 33     | Stefano Modena     | EuroBrun-Ford   |        |                     |             |        |
| PQ      | 31     | Gabriele Tarquini  | Coloni-Ford     |        |                     |             |        |

## Statistieken
| Pole-position | Ayrton Senna | McLaren-Honda | 1:38.041 |
| Snelste ronde | Ayrton Senna | McLaren-Honda | 1:43.506 |

## Noot
- Dit was het debuut van de Japanse coureur Aguri Suzuki.
- Vijftigste Grand Prix-start voor een Spaanse coureur.
- Tiende snelste ronde voor Ayrton Senna.
- Eerste ronde als raceleider voor Ivan Capelli.

1976 · 1977 · 1987 · 1988 · 1989 · 1990 · 1991 · 1992 · 1993 · 1994 · 1995 · 1996 · 1997 · 1998 · 1999 · 2000 · 2001 · 2002 · 2003 · 2004 · 2005 · 2006 · 2007 · 2008 · 2009 · 2010 · 2011 · 2012 · 2013 · 2014 · 2015 · 2016 · 2017 · 2018 · 2019 · 2022 · 2023 · 2024 · 2025